# Kanton Cancon
Der  Kanton Cancon war von 1790 bis 2015 ein französischer Wahlkreis im Arrondissement Villeneuve-sur-Lot, im Département Lot-et-Garonne und in der Region Aquitanien.

## Geschichte
Der Kanton wurde am 4. März 1790 im Zuge der Einrichtung der Départements als Teil des damaligen "Distrikts Villeneuve" gegründet. Mit der Gründung der Arrondissements am 17. Februar 1800 wurde der Kanton als Teil des damaligen Arrondissements Villeneuve-sur-Lot neu zugeschnitten.
Der Kanton umfasste Wahlberechtigte aus folgenden zehn Gemeinden:
| Gemeinde                  | Einwohner Jahr | Fläche km² | Bevölkerungsdichte | Code INSEE | Postleitzahl |
| ------------------------- | -------------- | ---------- | ------------------ | ---------- | ------------ |
| Beaugas                   | 339 (2013)     | –          | – Einw./km²        | 47023      | 47290        |
| Boudy-de-Beauregard       | 414 (2013)     | –          | – Einw./km²        | 47033      | 47290        |
| Cancon                    | 1329 (2013)    | –          | – Einw./km²        | 47048      | 47290        |
| Casseneuil                | 2337 (2013)    | –          | – Einw./km²        | 47049      | 47440        |
| Castelnaud-de-Gratecambe  | 499 (2013)     | –          | – Einw./km²        | 47055      | 47290        |
| Monbahus                  | 616 (2013)     | –          | – Einw./km²        | 47170      | 47290        |
| Monviel                   | 89 (2013)      | –          | – Einw./km²        | 47192      | 47290        |
| Moulinet                  | 185 (2013)     | –          | – Einw./km²        | 47193      | 47290        |
| Pailloles                 | 346 (2013)     | –          | – Einw./km²        | 47198      | 47440        |
| Saint-Maurice-de-Lestapel | 111 (2013)     | –          | – Einw./km²        | 47259      | 47290        |